# Duhar Nagpo

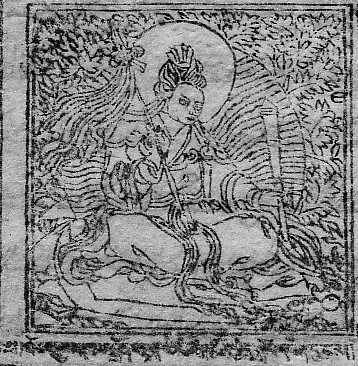
Der große chinesische Divinations-Lehrmeister Duhar Nagpo

Duhar Nagpo (tib.: du har nag po; * 8. Jahrhundert), auch Lobpön (tib.: slob dpon) Duhar Nagpo oder Duharwa (tib.: du har ba) genannt, war der Bedeutendste unter den chinesischen Gelehrten, die zur Zeit des Königs Thrisong Detsen (742–796) nach Tibet kamen, um an der Verbreitung von Kenntnissen über Sinotibetische Divinationskalkulationen (tib.: nag rtsis), chinesische Geomantie (tib.: sa dpyad) und über die in Tibet bis ins 19. Jahrhundert als geheime Magie behandelten gTo-Ritualen mitzuwirken. Seine Tätigkeit fällt in den dritten Abschnitt der frühen Periode von Übersetzungen entsprechender Werke aus dem Chinesischen.
Duhar Nagpo arbeitete an der Übersetzung von zahlreichen Texten aus dem Chinesischen ins Tibetische mit. Sein berühmtestes Werk wird als Rin chen gsal sgron bzw. Rin-chen gsal-ba'i sgron-me („Lampe, welche die Kostbarkeiten erhellt“) bezeichnet.
Nach dem Vaiḍūrya dkar-po des Regenten Desi Sanggye Gyatsho behandelt das Werk Rin chen gsal-sgron sechs Hauptthemen: Berechnungen von plötzlich auftretendem Unglück (tib.: keg), Kalkulationen zur Eheschließung (tib.: bag ma), Kalkulationen zur Erfüllung von Kinderwünschen, Kalkulationen zur Vermeidung von Geschlechtsumwandlungen im Mutterleib und zum Aufwachsen von Kindern (tib.: byis pa btsas klungs), Totenkalkulationen (tib.: gšin phugs zangs kyam) und die Berechnung „feindlicher Zeitpunkte“ (tib.: dgra gshed).
Das Werk Rin chen gsal sgron ging in den Wirren des Untergangs der Tibetischen Monarchie offenbar verloren. Es wurde aber in der Zeit der Wende vom 9. zum 10. Jahrhundert von dem Übersetzer Khampa Thramo, dem Neubegründer der Sinotibetischen Divinationskalkulationen für das 2. Jahrtausend, wiederaufgefunden und in dem Sammelwerk Yang 'gyur gsal sgron („Erneut übersetzte erhellende Lampe“) mit zahlreichen weiteren Werken des Duhar Nagpo neu übersetzt. Dieses Sammelwerk, das die Geschichte der Sinotibetischen Divinationskalkulationen und der Geomantie in Tibet nachhaltig geprägt hat, gilt heute als verschollen.